# Piscina Sant Jordi
La Piscina Sant Jordi es una instalación deportiva ubicada en el recinto de la Escuela Industrial, en el barrio de La Nueva Izquierda del Eixample de Barcelona. Inaugurada en 1966, fue la primera piscina olímpica cubierta de España.
De propiedad municipal, está gestionada por la Federación Catalana de Natación. Alberga los partidos como local del Club Natació Catalunya, de la División de Honor de waterpolo, ya que su piscina de Can Toda no cumple los requisitos exigidos por la competición.

## Historia
La actual piscina tiene su origen en otra anterior, descubierta, de 1929. Fue obra de Juan Rubió, que a finales de los años 1920 llevó a cabo un conjunto de reformas y construcciones en el antiguo recinto fabril de Can Batlló, para adecuarlo al uso académico. Como parte de un conjunto de equipamientos deportivos destinados a los alumnos de la Escuela Industrial, Rubió aprovechó una de las antiguas balsas de la tenería para convertirla en piscina. La instalación se completaba con un gran depósito de reserva, para proveerla de agua, y un cobertizo. Se proyectó también un edificio para vestuarios, que no se construyó.
En 1964, en el marco de nuevas obras de ampliación del recinto, el arquitecto provincial Manuel Baldrich proyectó la cobertura de la piscina con un gran edificio de hormigón, de inspiración brutalista. La construcción se realizó en el marco del Plan Provincial de Piscinas públicas de la Diputación de Barcelona, impulsado por Juan Antonio Samaranch, con el apoyo de la Delegación Nacional de Educación Física y Deportes.
La construcción fue a cargo de la empresa Piera SA. A la muerte de Baldrich, pocas semanas antes de la finalización, el arquitecto Camil Pallàs se hizo cargo de las obras. Con el nombre original de Piscina San Jorge fue inaugurada por Francisco Franco el 26 de junio de 1966. Desde su entrada en servicio, la Diputación cedió la gestión a la Federación Catalana de Natación.
Entre 1989 y 1990, con vistas a los Juegos Olímpicos de Barcelona 1992, la Federación Catalana de Natación llevó a cabo una profunda remodelación del recinto, que se amplió con nuevas instalaciones en los sótanos, destinadas al fitness y wellness.
En 2005 la Diputación de Barcelona cedió la propiedad al Ayuntamiento de Barcelona. En los años sucesivos el consistorio estudió varios proyectos de remodelación del recinto, incluyendo su derribo y reconstrucción, aunque ninguno se hizo efectivo.

## Instalaciones y servicios

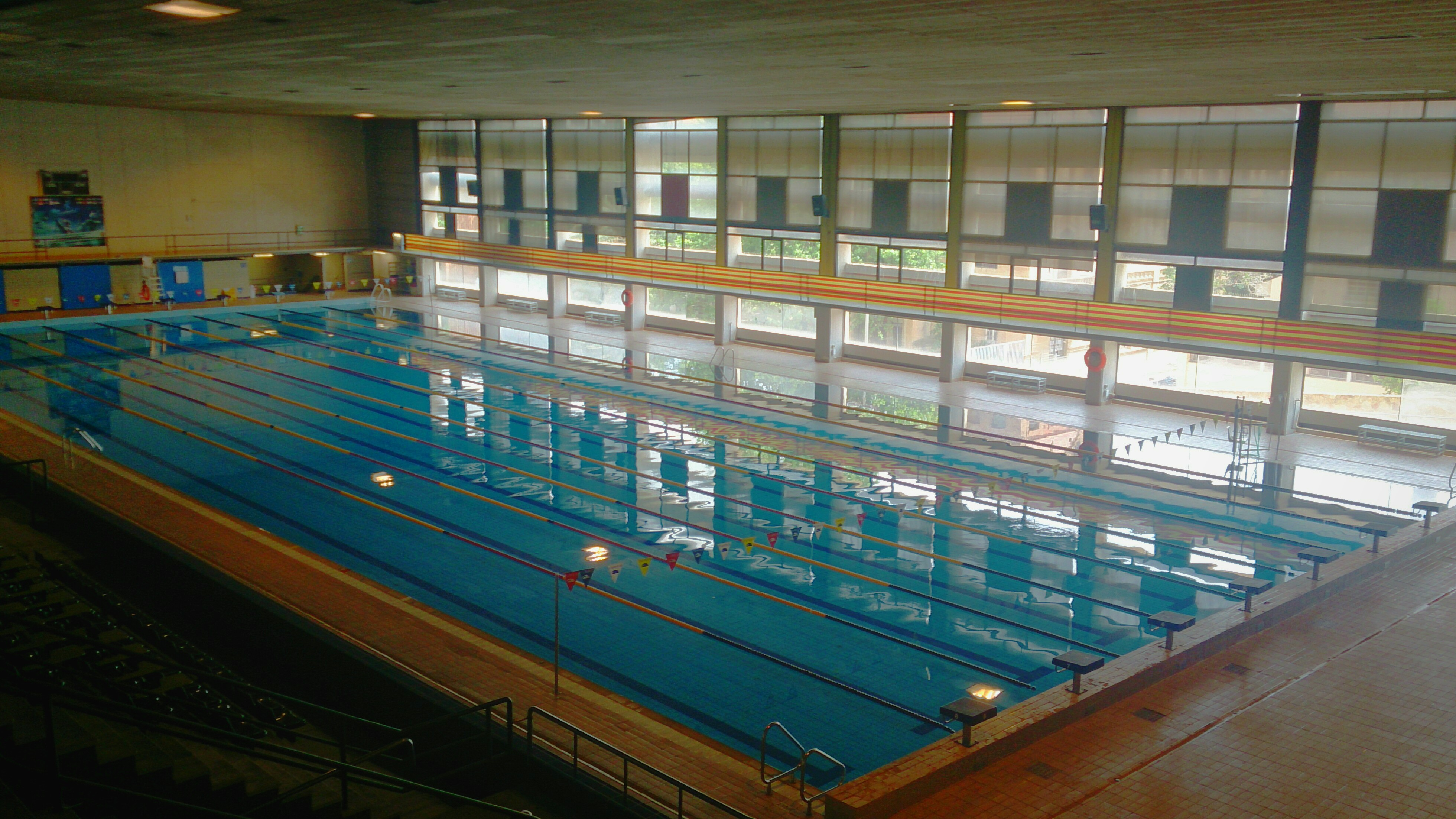
Vista interior de la piscina olímpica.

La piscina olímpica, climatizada, mide 50 metros de largo y 21 de ancho, con ocho carriles, y una profundidad entre 2,3 y 2,7 metros. Cuenta con gradas con capacidad para 1.600 espectadores.
Las instalaciones se completan con el Club Sant Jordi, que ofrece cuatro salas equipadas para el acondicionamiento físico (fitness, spinning, actividades en cinta, elíptica etc.) y para el pilates, además de una zona wellness que incluye saunas, hidromasajes y solárium natural.